# 9º Corpo corazzato delle guardie
Il 9º Corpo corazzato delle guardie (in russo 9-й гвардейский танковый корпус?, 9-j gvardejskij tankovyj korpus) fu una formazione dell'Armata Rossa che partecipò, distinguendosi, a numerose grandi battaglie durante la campagna sul Fronte orientale della seconda guerra mondiale. Alle dipendenze della 2ª Armata corazzata delle guardie, terminò la guerra partecipando alla battaglia di Berlino e i suoi carri armati aggirarono a nord la capitale tedesca e chiusero l'anello di accerchiamento congiungendosi con altre formazioni meccanizzate sovietiche provenienti da sud.
L'unità corazzata era stata costituita nel marzo-aprile 1942 nel distretto militare di Tula con la denominazione di 3º Corpo corazzato e rimase nelle riserve dello Stavka durante l'operazione Blu, la grande offensiva tedesca dell'estate 1942 verso Stalingrado e il Caucaso. Il 3º Corpo corazzato entrò in combattimento nell'inverno 1942-43 per partecipare alla sfortunata operazione Galoppo che arrivò vicino a raggiungere un risultato decisivo. Dopo le gravi perdite subite, il 3º Corpo corazzato venne trasferito nelle riserve per essere riequipaggiato. Dopo gli insuccessi iniziali, divenne uno dei migliori corpi corazzati dell'Armata Rossa distinguendosi soprattutto nella campagna dell'inverno 1943-44 e nella grande avanzata dell'estate 1944 fino alle porte di Varsavia. Ricevette il titolo di unità delle guardie il 20 novembre 1944 insieme alle altre formazioni della 2ª Armata corazzata. Al tempo della battaglia di Berlino era l'unità meccanizzata meglio equipaggiata e più potente dell'Armata Rossa.
Dopo la vittoria divenne prima la  9ª Divisione corazzata delle guardie; quindi nel 1965 prese la nuova denominazione di 16ª Divisione corazzata delle guardie e rimase schierata nel Gruppo di forze sovietiche in Germania sempre alle dipendenze della 2ª Armata corazzata delle guardie, con la missione in caso di guerra contro la NATO, di attaccare in Bassa Sassonia contro il BAOR britannico. 

## Storia

### Il 3º Corpo corazzato
Il 3º Corpo corazzato fu tra le prime formazioni corazzate costituite dall'Armata Rossa nella primavera del 1942 nel quadro del programma di sviluppo accelerato delle forze meccanizzate dopo il disastroso annientamento dei vecchi reparti mobili sovietici all'inizio dell'operazione Barbarossa. Il nuovo Corpo corazzato venne organizzato nel distretto militare di Tula accorpando tre brigate corazzate e una brigata fucilieri motorizzata equipaggiati con una varietà di carri armati: pesanti KV, leggeri T-60, medi T-34 e Matilda di produzione britannica. Il 3º Corpo corazzato non prese parte alle operazioni dell'estate 1942 nel settore meridionale del Fronte orientale e trascorse questo periodo nelle retrovie della regione di Mosca come unità di addestramento per nuovi reparti carristi.
Nel dicembre 1942 il 3º Corpo corazzato entrò in combattimento entrando a far parte del Fronte Sud-occidentale del generale Nikolaj Vatutin che stava avanzando rapidamente verso ovest dopo i grandi successi dell'operazione Urano e dell'operazione Piccolo Saturno; la formazione venne assegnata, insieme ad altri tre corpi corazzati, al cosiddetto "Gruppo mobile Popov" la cui missione, nel quadro della operazione Galoppo, era quella di spingersi il più rapidamente possibile verso sud-ovest fino al Mare d'Azov e in questo modo tagliare fuori gran parte del Gruppo d'armate Don e l'intero Gruppo d'armate A dell'esercito tedesco. La missione era troppo ambiziosa: i corpi corazzati sovietici avanzarono audacemente nonostante le crescenti difficoltà di rifornimento e la carenza di carri armati ma finirono per rimanere isolati dal grosso del Fronte Sud-occidentale. Il 3º Corpo corazzato e il 4º Corpo corazzato delle guardie arrivarono vicini alle coste del Mare d'Azov ma alla metà del mese di febbraio 1943 furono contrattaccati a tenaglia e si trovarono in grande difficoltà; dopo una efficace resistenza, batterono in ritirata e ripiegarono dietro il fiume Donec. L'operazione Galoppo era fallita e il 3º Corpo corazzato, come le altre formazioni del Gruppo Popov, aveva perso gran parte del suo equipaggiamento; in marzo venne trasferito nelle riserve per essere ricostituito.
Nell'estate 1943 il 3º Corpo corazzato venne assegnato alla 2ª Armata corazzata che costituiva la riserva mobile del raggruppamento del generale Konstantin Rokossovskij schierato nella parte settentrionale del saliente di Kursk; nella grande battaglia di Kursk, il corpo combatté insieme alle altre formazioni della 2ª Armata corazzata contro le Panzer-Division tedesche che alla fine vennero respinte. I carri sovietici subirono forti perdite ma furono in grado dopo pochi giorni di passare al controattacco e riguadagnare il terreno perduto. Nella seconda metà del 1943 e nell'inverno 1943-44, il 3º Corpo corazzato fu sempre in azione alle dipendenze della 2ª Armata corazzata; combatté nelle battaglie sulla linea del Dnepr, quindi venne assegnato al 2º Fronte Ucraino del generale Ivan Konev e partecipò alla battaglia di Korsun' e alla successiva "offensiva del fango" che terminò a marzo 1944 con l'arrivo delle unità meccanizzate sovietiche sulla linea del confine con la Romania. In questo periodo il 3º Corpo corazzato venne progressivamente rinforzato con l'aggiunta di reparti di cannoni semoventi pesanti e artiglieria controcarro.

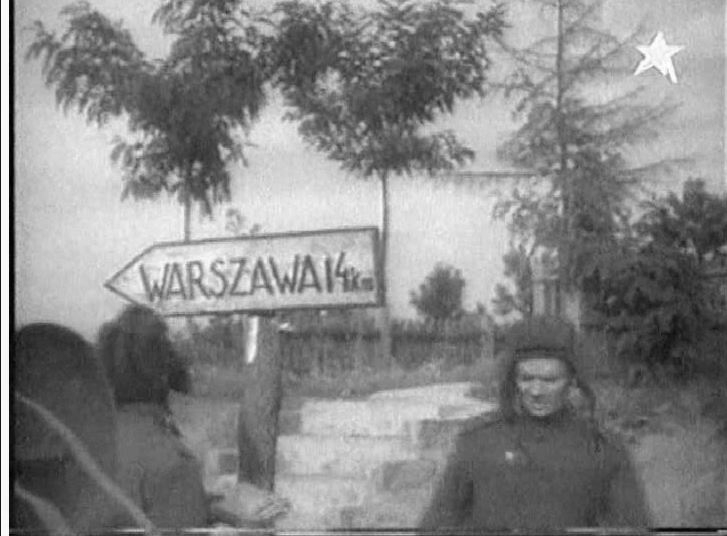
I carristi del 3º Corpo corazzato a 14 chilometri da Varsavia nell'estate 1944

Alla vigilia della campagna dell'estate 1944 l'intera 2ª Armata corazzata, compreso il 3º Corpo corazzato, venne trasferita al 1º Fronte Bielorusso del generale Konstantin Rokossovskij per partecipare all'offensiva generale dell'Armata Rossa in Bielorussia e Polonia; il 3º Corpo corazzato venne completamente equipaggiato con carri T-34/85 e schierato sull'ala sinistra del fronte che all'inizio dell'operazione Bagration non partecipò alle operazioni. Il 18 luglio il 1° Fronte Bielorusso diede inizio alla seconda fase della grande offensiva estiva con l'attacco delle sue armate dell'ala sinistra; nell'offensiva Lublino-Brest, il 3º Corpo corazzato svolse il ruolo principale in questa offensiva, insieme agli altri due corpi corazzati della 2ª Armata corazzata. Dopo lo sfondamento, i carri armati sovietici avanzarono subito in profondità e raggiunsero in pochi giorni Lublino che venne liberata con una manovra combinata del 3º Corpo corazzato e del 16º Corpo corazzato. Il 3º Corpo corazzato proseguì subito verso nord-ovest in direzione di Varsavia e con un'abile manovra aggirante alla fine del mese di luglio arrivò nella periferia nord-orientale della capitale polacca, vicino al quartiere Praga, sulla riva orientale della Vistola.
I tedeschi stavano però concentrando forti riserve di mezzi corazzati e il 3º Corpo corazzato, arrivato a Radzymin e Wołomin, ricevette l'ordine di concentrarsi e passare sulla difensiva. Dal 2 agosto infatti venne violentemente contrattaccato da tre direzioni da tre Panzer-Division tedesche; dopo avere resistito coraggiosamente per tre giorni, il 3º Corpo corazzato dovette ripiegare per evitare l'accerchiamento e abbandonò le posizioni avanzate a Radzymin e Wołomin. In queste durissime battaglie di carri il 3º Corpo perse dal 30 luglio al 6 agosto, 1 265 uomini, tra cui 236 morti, e 98 mezzi corazzati, tra cui 91 T-34/85, il colonnello Semёn Mirvoda, comandante della 51. Brigata corazzata fu ucciso nel suo carro armato. Il 3º Corpo corazzato rivendicò la distruzione di 105 mezzi corazzati tedeschi in questa fase dei combattimenti. Dai dati tedeschi, risulta che dal 1º al 6 agosto, la SS Wiking perse 17 carri, la 19. Panzer-Division 19 carri, la 4. Panzer-Division 16 carri.
Il 3º Corpo corazzato era stato respinto alle porte di Varsavia, ma aveva dato dimostrazione di grande resistenza e tenacia; esso venne ritirato dalla prima linee, riequipaggiato e rinforzato durante il resto dell'estate con l'aggiunta di nuovi reparti di carri pesanti, cannoni semoventi e artiglieria campale. Il 20 novembre 1944, in riconoscimento del brillante comportamento nell'offensiva Lublino-Brest e nella battaglia a Varsavia, tutte le unità della 2ª Armata corazzata ricevettero il premio del titolo di unità delle guardie e quindi il 3º Corpo corazzato divenne ufficialmente il 9º Corpo corazzato delle guardie.

### Il 9º Corpo corazzato delle guardie

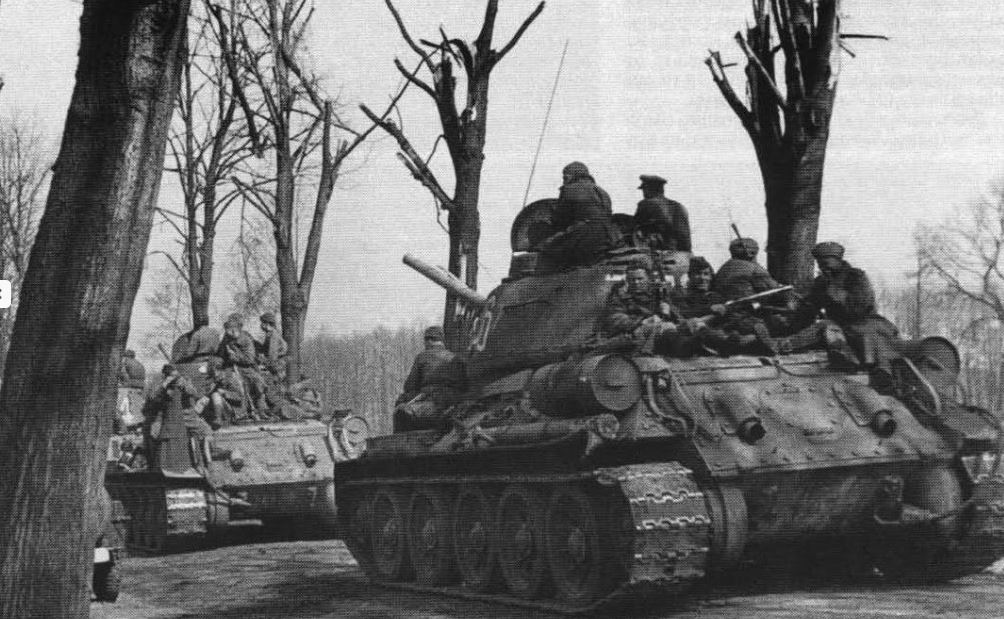
Colonna di carri T-34/85 della 2ª Armata corazzata delle guardie durante la battaglia di Berlino

Dopo la fase di riorganizzazione e riequipaggiamento, il 9º Corpo corazzato delle guardie, sempre alle dipendenze della 2ª Armata corazzata delle guardie, divenne la formazione meccanizzata più potente dell'Armata Rossa; disponendo sia di un reggimento di carri pesanti JS II, sia di un reggimento di cannoni semoventi ISU-122, poteva contare su una forza autorizzata di 289 mezzi corazzati, tutti, tranne 21, armati con cannoni di calibro 85 mm o maggiore. Nel gennaio 1945 questo potente corpo corazzato prese parte con pieno successo alla grande offensiva Vistola-Oder, avanzando a grande velocità verso ovest e raggiungendo in poche settimane le rive del fiume Oder a 70 chilometri da Berlino. Dopo questa spettacolare vittoria, il 9º Corpo corazzato delle guardie venne trasferito a nord e prese parte alla difficile campagna di Pomerania che si concluse a marzo 1945 con la distruzione delle forze tedesche.
Il 16 aprile 1945 l'Armata Rossa diede inizio all'offensiva finale su Berlino, e il 9º Corpo corazzato delle guardie partecipò alle operazioni inizialmente sempre inquadrato nella 2ª Armata corazzata delle guardie; dopo la difficile fase iniziale di sfondamento, le unità mobili sovietiche poterono procedere dal 19 aprile velocemente verso la capitale nemica. In questa fase il 9º Corpo corazzato delle guardie venne distaccato in rinforzo della 47ª Armata e proseguì a nord, aggirando la periferia settentrionale di Berlino e avanzando in direzione di Spandau e Gatow; quindi in 23 agosto si avvicinò a Potsdam. Il 25 aprile 1945 i sovietici completarono con successo la manovra di accerchiamento completo di Berlino e il carri armati del 9º Corpo corazzato delle guardie si congiunsero a Ketzin con i mezzi corazzati del 6º Corpo meccanizzato delle guardie, appartenenti alla 4ª Armata corazzata delle guardie, che avanzavano da sud. Negli ultimi giorni della battaglia di Berlino, il 9º Corpo corazzato delle guardie entrò nella città da ovest e si ricongiunse con le altre formazioni della 2ª Armata corazzata delle guardie che erano in combattimento nell'area del Tiergarten, nel centro della città, dove conclusero i combattimenti e festeggiarono la fine vittoriosa della guerra.
Nel lungo periodo della guerra fredda il 9º Corpo corazzato delle guardie prese ricevette la denominazione di  9ª Divisione corazzata delle guardie; quindi nel 1965 prese la nuova denominazione di 16ª Divisione corazzata delle guardie e rimase sempre schierata nel Gruppo di forze sovietiche in Germania alle dipendenze della 2ª Armata corazzata delle guardie, che aveva il compito, in caso di guerra con la NATO, di forza di sfruttamento del successo in profondità in direzione della Bassa Sassonia.
Dopo la fine della guerra fredda, la 16ª Divisione corazzata delle guardie venne richiamata in patria come tutti gli altri reparti sovietici e venne sciolta nel 1991.

## Ordine di battaglia
1943: Operazione Galoppo (3º Corpo corazzato)
- Quartier generale
- 50º Brigata corazzata
  - 50º battaglione corazzato
  - 254º battaglione corazzato
  - 50º battaglione fucilieri motorizzato
- 51ª Brigata corazzata
  - 94º battaglione corazzato
  - 255º battaglione corazzato
  - 51º battaglione fucilieri motorizzato
- 103. Brigata corazzata
  - 119º battaglione corazzato
  - 420º battaglione corazzato
  - 103º battaglione fucilieri motorizzato
- 3. Brigata motorizzata
  - I battaglione fucilieri
  - II battaglione fucilieri
  - III battaglione fucilieri
- 126º battaglione mortai delle guardie

1944: Battaglia di Radzymin-Wolomin e Offensiva Lublino-Brest (3º Corpo corazzato)
- Quartier generale
- 50. Brigata corazzata
  - 50º battaglione corazzato
  - 254º battaglione corazzato
  - 50º battaglione fucilieri motorizzato
- 51ª Brigata corazzata
  - 94º battaglione corazzato
  - 255º battaglione corazzato
  - 51º battaglione fucilieri motorizzato
- 103ª Brigata corazzata
  - 119º battaglione corazzato
  - 420º battaglione corazzato
  - 103º battaglione fucilieri motorizzato
- 57ª Brigata motorizzata
  - I battaglione fucilieri motorizzato
  - II battaglione fucilieri motorizzato
  - III battaglione fucilieri motorizzato
- 1107º reggimento cannoni semoventi (SU-76)
- 1219º reggimento cannoni semoventi (SU-76)
- 121º reggimento antiaereo
- 234º reggimento mortai
- 126º battaglione mortai delle guardie (razzi Katjusa)
- 728º battaglione anticarro
- 74º battaglione motociclisti
- 90º battaglione logistico
- 411º battaglione trasmissioni
- 97º battaglione riparazioni
- 106º battaglione riparazioni
  - nel agosto 1944 furono aggiunti:
- 341º reggimento cannoni semoventi pesanti delle guardie (ISU-122)
- 6º reggimento carri pesanti delle guardie (IS-II)

1945: Offensiva Vistola-Oder e Battaglia di Berlino (9º Corpo corazzato delle guardie)
- Quartier generale
- 47ª Brigata corazzata delle guardie (ex-51. Brigata corazzata)
  - I battaglione carri
  - II battaglione corazzato
  - III battaglione corazzato
  - 47º battaglione fucilieri motorizzato delle guardie
- 50º Brigata corazzata delle guardie (ex-50. Brigata corazzata)
  - I battaglione corazzato
  - II battaglione corazzato
  - III battaglione corazzato
  - 50º battaglione fucilieri motorizzato delle guardie
- 65ª Brigata corazzata delle guardie (ex-103. Brigata corazzata)
  - I battaglione corazzato
  - II battaglione corazzato
  - III battaglione corazzato
  - 65º battaglione fucilieri motorizzato delle guardie
- 33ª Brigata motorizzata delle guardie (ex-15. Brigata motorizzata)
  - I battaglione fucilieri motorizzato
  - II battaglione fucilieri motorizzato
  - I battaglione mitraglieri
- 6º reggimento carri pesanti delle guardie (IS-II)
- 341º reggimento cannoni semoventi pesanti delle guardie (ISU-122)
- 369º reggimento cannoni semoventi delle guardie (SU-76)
- 386º reggimento cannoni semoventi delle guardie (SU-100)
- 164º reggimento artiglieria leggera delle guardie
- 234º reggimento mortai delle guardie
- 66º reggimento antiaereo delle guardie
- 126º battaglione mortai delle guardie (razzi Katjusa)
- 17º battaglione motociclisti delle guardie
- 135º battaglione del genio delle guardie
- 185º battaglione trasmissioni delle guardie
- 97º battaglione riparazioni
- 106º battaglione riparazioni

## Comandanti
- maggior generale Dmitrij Karpovič Mostovenko dal 31.03.1942 al 03.09.1942 (3º Corpo corazzato)
- maggior generale Maksim Denisovič Sinenko dal 04.09.1942 al 04.11.1943
- maggior generale Nikolaj Matveevič Teljakov dal 05.11.1943 al 16.12.1943
- maggior generale Aleksandr Aleksandrovič Shamsin dal 17.12.1943 al 28.02.1944
- maggior generale Nikolaj Matveevič Teljakov dal 01.03.1944 al 29.03.1944
- maggior generale Vasilij Aleksandrovič Misulin dal 01.04.1944 al 04.07.1944
- maggior generale Nikolaj Matveevič Teljakov dal 05.07.1944 al 13.07.1944
- maggior generale Nikolaj Denisovič Vedeneev dal 14.07.1944 al 20.11.1944
- maggior generale Nikolaj Denisovič Vedeneev dal 21.11.1944 al 06.1945 (9º Corpo corazzato delle guardie)